# Maribou State
Maribou State ist ein britisches Produzenten-Duo aus Hertfordshire. Ihre Musik bewegt sich im Bereich der elektronischen Tanzmusik. Das Duo steht bei Counter Records, einem Sublabel des Londoner Independent-Label Ninja Tune unter Vertrag.

## Geschichte
Davids und Ivory stammen ursprünglich aus Berkhamsted, Hertfordshire im Süden Englands. Sie lernten sich in der Schule kennen und starteten ein Bandprojekt.  Mit 16 Jahren haben sie ihren ersten Remix für die Band Hadouken! produziert. Ihr erster Auftritt als Maribou State war 2011 mit der EP „Habitat“ bei FatCat Records. Danach folgten Remixes für Fatboy Slim und Lana Del Rey.
Ihr erstes Album Portraits wurde 2015 veröffentlicht. Es erhielt überwiegend positive Kritiken, insbesondere die Singleauskopplung Midas. 2018 kehrten sie mit dem Album Kingdoms in Colour zurück, das ebenfalls eine hohe Chartplatzierung im Vereinigten Königreich erreichte. 

## Diskografie (Auswahl)
Alben
- 2015: Portraits
- 2018: Kingdoms In Colour (UK: Silber)[5]
- 2025: Hallucinating Love

EPs
- 2011: Habitat
- 2011: Got Me Down
- 2012: Olivia
- 2012: Native

Singles
- 2015: Midas (feat. Holly Walker, UK: Gold)
- 2018: Nervous Tics (feat. Holly Walker, UK: Silber)